# Stepantsi (Tchachka)
Stepantsi (en macédonien Степанци) est un village du centre de la Macédoine du Nord, situé dans la municipalité de Tchachka. Le village ne comptait aucun habitant en 2002.